# USS Pinckney (1798)
Pour les articles homonymes, voir Pinckney.
Pour les autres navires du même nom, voir USS Pinckney.
L’USS Pinckney est un brick acheté par le Revenue Cutter Service en 1798 à Charleston (Caroline du Sud). Il doit son nom à Charles Cotesworth Pinckney, vétéran de la guerre d'indépendance et signataire de la Constitution. Transféré à l'US Navy la même année grâce au Naval Act of 1794, il sert dans les Caraïbes durant la quasi-guerre, protégeant les navires marchands des attaques des corsaires français jusqu'en 1799. De retour aux États-Unis, il est revendu l'année suivante.

## Source
(en)  Cet article contient du texte publié par le Dictionary of American Naval Fighting Ships dont le contenu se trouve dans le domaine public. La référence peut être lue ici.